# George Osborne, 10. Duke of Leeds

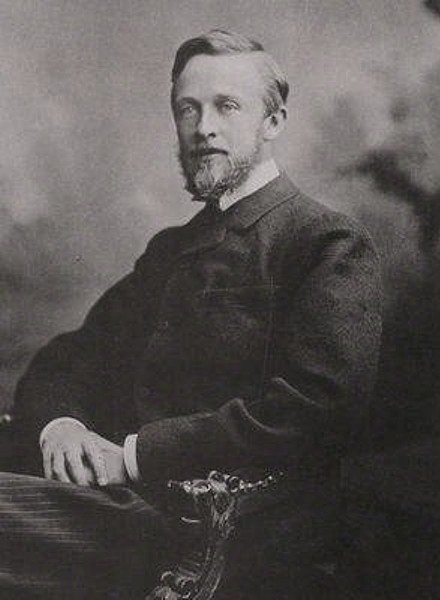
George Godolphin Osborne, 10. Duke of Leeds (ca. 1900)

George Godolphin Osborne, 10. Duke of Leeds (* 18. September 1862; † 10. Mai 1927) war ein britischer Aristokrat (Peer) und Politiker. 

## Leben
George Osborne war der zweitälteste Sohn von George Osborne, 9. Duke of Leeds, und Frances Georgiana Pitt-Rivers (1836–1896), einer Tochter von George Pitt-Rivers, 4. Baron Rivers. Sein älterer Bruder George Frederick war wenige Tage nach seiner Geburt 1861 verstorben. Osborne hatte daneben noch fünf jüngere Schwestern, Harriet Castalia (1867–1922), Alice Susan (1869–1951), Ada Charlotte (1870–1944), Alexandra Louisa (1872–1938) und Constance Blanche (1875–1939), und zwei jüngere Brüder, Francis (1864–1924) und Albert Edward (1866–1914). 
Osborne heiratete 1884 Lady Katherine Frances Lambton, eine Tochter von George Lambton, 2. Earl of Durham, und Lady Beatrix Frances Hamilton. Sie hatten insgesamt fünf Kinder:
- Gwendolen Fanny (1885–1933)
- Olga Katherine (1886–1929)
- Dorothy Beatrix (1888–1946)
- Moira (1892–1976) ⚭ Oliver Lyttelton, 1. Viscount Chandos
- John Francis Godolphin (1901–1963)

Osborne führte als Erbe des Herzogtitels zunächst bis 1872 den Höflichkeitstitel Earl of Danby, dann nach dem Tod seines Großvaters denjenigen eines Marquess of Carmarthen. Von 1887 bis 1896 war er Abgeordneter für Brixton im House of Commons. Seine militärische Laufbahn schloss er als Lieutenant bei den Yorkshire Hussars und Captain in der Royal Naval Reserve ab. 
Beim Tod seines Vaters im Jahre 1895 erbte er den Titel des Duke of Leeds. Mit dem Duketitel war ein erblicher Sitz im House of Lords verbunden, seinen Sitz im House of Commons musste er hierfür aufgeben. Von 1895 bis 1896 bekleidete er das Hofamt des Treasurer of the Household. Von 1921 bis 1922 war er als Aide-de-camp persönlicher Adjutant von König Georg V. Er starb 1927 im Alter von 64 Jahren. Sein Sohn John Francis Godolphin Osborne folgte ihm als 11. Duke of Leeds.